# Мексико (щат)
Вижте пояснителната страница за други значения на Мексико.
Мексико (на испански: Estado de México) е един от 31-те щата на държавата Мексико. Разположен е в централната част на страната. Щатът Мексико е най-населеният щат в Мексико с население от 14 007 495 жители (2005 г.), а общата площ на щата е 21 355 км², което го прави 25-ия по площ щат в Мексико. Столица на щата е град Толука де Лердо.